# Château de la Trapperie
Le château de la Trapperie est un château de Belgique, situé à Habay-la-Vieille (commune d'Habay), dans la province de Luxembourg.

## Histoire
L'histoire du lieu est liée au développement de l'industrie métallurgique dans la vallée de la Rulles. En effet, la présence abondante de bois (combustible), d'eau (force motrice) et de minerai d'alluvion en font une région prospère où de nombreux établissements voient le jour dès la fin du XVe siècle. En 1607, Ferdinand d’Everlange installe la première forge au lieu-dit du Pont-d'Oye. En 1613, Herman de Trappé, bourgmestre de Liège, la rachète puis érige les forges de la Trapperie, amenant avec lui plusieurs familles d'ouvriers déjà spécialisés dans le travail du fer et bâti le château familial.
Un drame s'est passé dans ce château.  Deux jeunes garçons de cette famille ont profité de l'absence de cuisiniers pour aller déguster des confitures posées dans le haut d'une armoire qui hélas s'est renversée sur eux les tuant tous les deux. 
Ce château a appartenu ensuite à des princes de la Maison de Merode.

## Description
Il fait partie d'un ensemble de châteaux construits par des industriels de la région, dont la famille de la Trapperie, avec le château du Pont d’Oye et les deux anciennes seigneuries du Châtelet et de Bologne.